# Abraham Cowley
Abraham Cowley, né en 1618 dans la Cité de Londres et mort le 28 juillet 1667 à Chertsey dans le Surrey, est un poète anglais.

## Biographie
Né dans une famille aisée, il ne connut jamais son père, mort peu avant sa naissance. Sa mère l'encourage à cultiver la poésie. Il rédige des vers dès son enfance, compose une Tragicall Historie of Piramus and Thisbe à l'âge de 10 ans et publie un premier recueil de poèmes à l'âge de 15 ans, les Fleurs poétiques (Poetical Blossoms). À partir de 1637, il fait ses études au Trinity College de l'université de Cambridge.
Pendant la guerre civile, il s'attache au parti de Charles Ier Stuart. Après la bataille de Marston Moor (1644), il suit la reine en France : il lui sert de secrétaire et est chargé de plusieurs missions secrètes. Il fut mal récompensé de son zèle au retour de Charles II d'Angleterre, mais obtient l'autorisation de se retirer à Chertsey, où il s'occupe de botanique et de littérature jusqu'à sa mort.

## Œuvres
On a de lui :
- des Odes pindariques ;
- des poésies d'amour ;
- des satires ;
- des comédies ;
- un poème épique ;
- la Davidéide ;
- des mélanges ;
- des poésies latines, entre autres un poème sur les Plantes, en 6 chants.

Ses œuvres ont été plusieurs fois imprimées, notamment en 1668, en 1700 (par Thomas Sprat), in-folio, et en 1802, Londres, 3 volumes in-8.

## Source
Cet article comprend des extraits du Dictionnaire Bouillet. Il est possible de supprimer cette indication, si le texte reflète le savoir actuel sur ce thème, si les sources sont citées, s'il satisfait aux exigences linguistiques actuelles et s'il ne contient pas de propos qui vont à l'encontre des règles de neutralité de Wikipédia.
- Notices d'autorité :   - VIAF
  - ISNI
  - BnF (données)
  - IdRef
  - LCCN
  - GND
  - Japon
  - CiNii
  - Belgique
  - Pays-Bas
  - Pologne
  - Israël
  - NUKAT
  - Catalogne
  - Suède
  - Vatican
  - Australie
  - Tchéquie
  - WorldCat
- Ressources relatives à la littérature :   - Academy of American Poets
  - Poetry Foundation